# Крижевці (община)
Община Крижевці (словен. Občina Križevci) — одна з общин Словенії. Адміністративним центром є місто Крижевці-при-Лютомеру.

## Населення
У 2011 році в общині проживало 3778 осіб, 1928 чоловіків і 1850 жінок. Чисельність економічно активного населення (за місцем проживання), 1391 осіб. Середня щомісячна чиста заробітна плата одного працівника (EUR), 946,67 (в середньому по Словенії 987.39). Приблизно кожен другий житель у громаді має автомобіль (47 автомобілі на 100 жителів). Середній вік жителів склав 43,4 роки (в середньому по Словенії 41.8). 